# Kathedrale von Tarazona

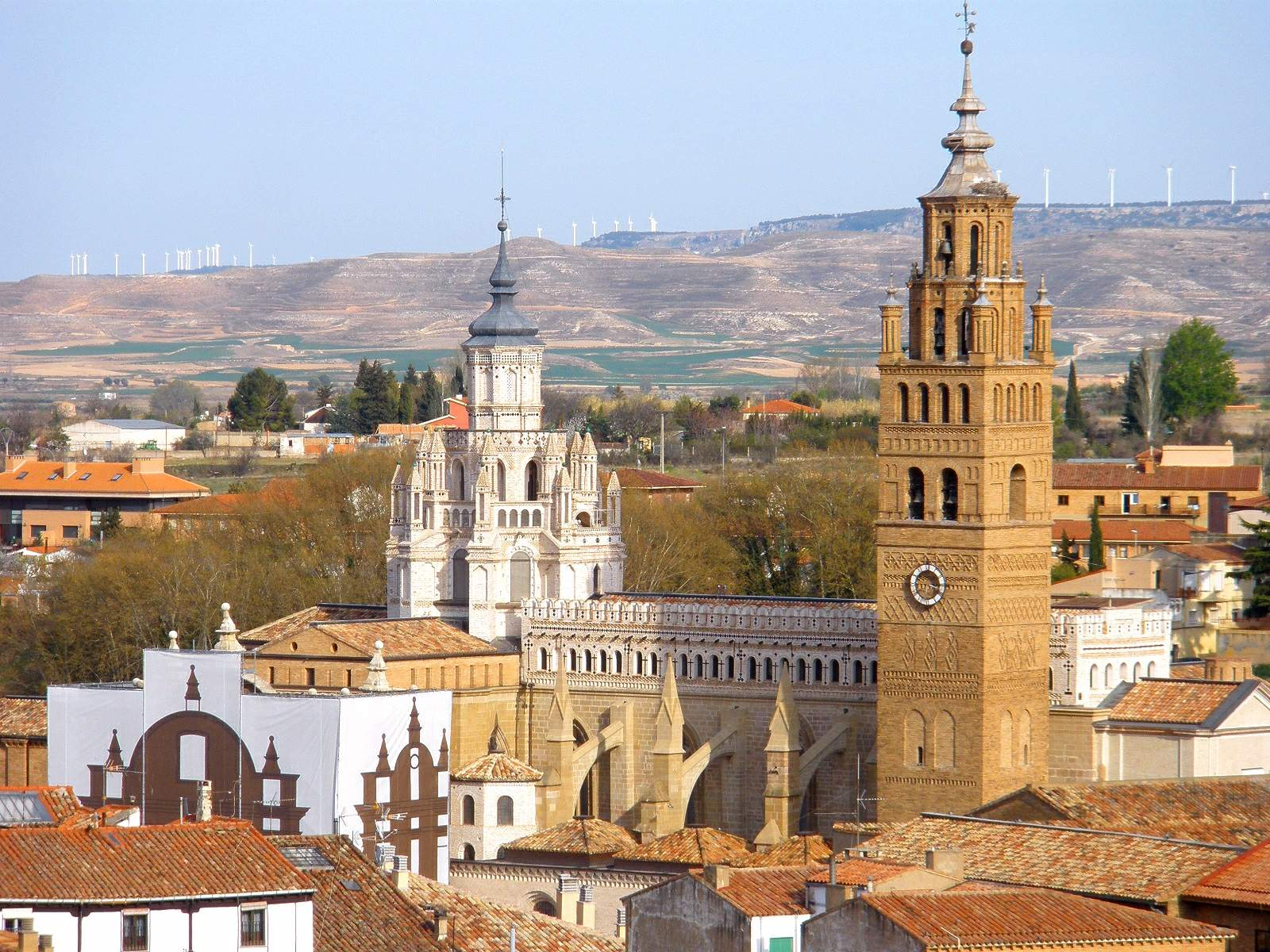
Kathedrale von Tarazona

Die Kathedrale von Tarazona in der Kleinstadt Tarazona in der Autonomen Gemeinschaft Aragonien im Norden Spaniens ist der Gottesmutter Maria (Nuestra Señora de la Huerta) gewidmet. Es ist eine gotische Bischofskirche des 13. Jahrhunderts mit späteren Veränderungen und Hinzufügungen. Der Mittelteil des ganz aus Ziegelsteinen errichteten Glockenturms ist Teil des UNESCO-Weltkulturerbes der Mudéjar-Architektur in Aragón.

## Lage
Die Kathedrale liegt auf dem Ostufer des Queiles und somit außerhalb der mittelalterlichen Altstadt (casco histórico) von Tarazona, einer Kleinstadt im oberen Ebro-Tal im lange Zeit umstrittenen Grenzgebiet der ehemaligen Königreiche Aragón, Kastilien und Navarra.

## Geschichte

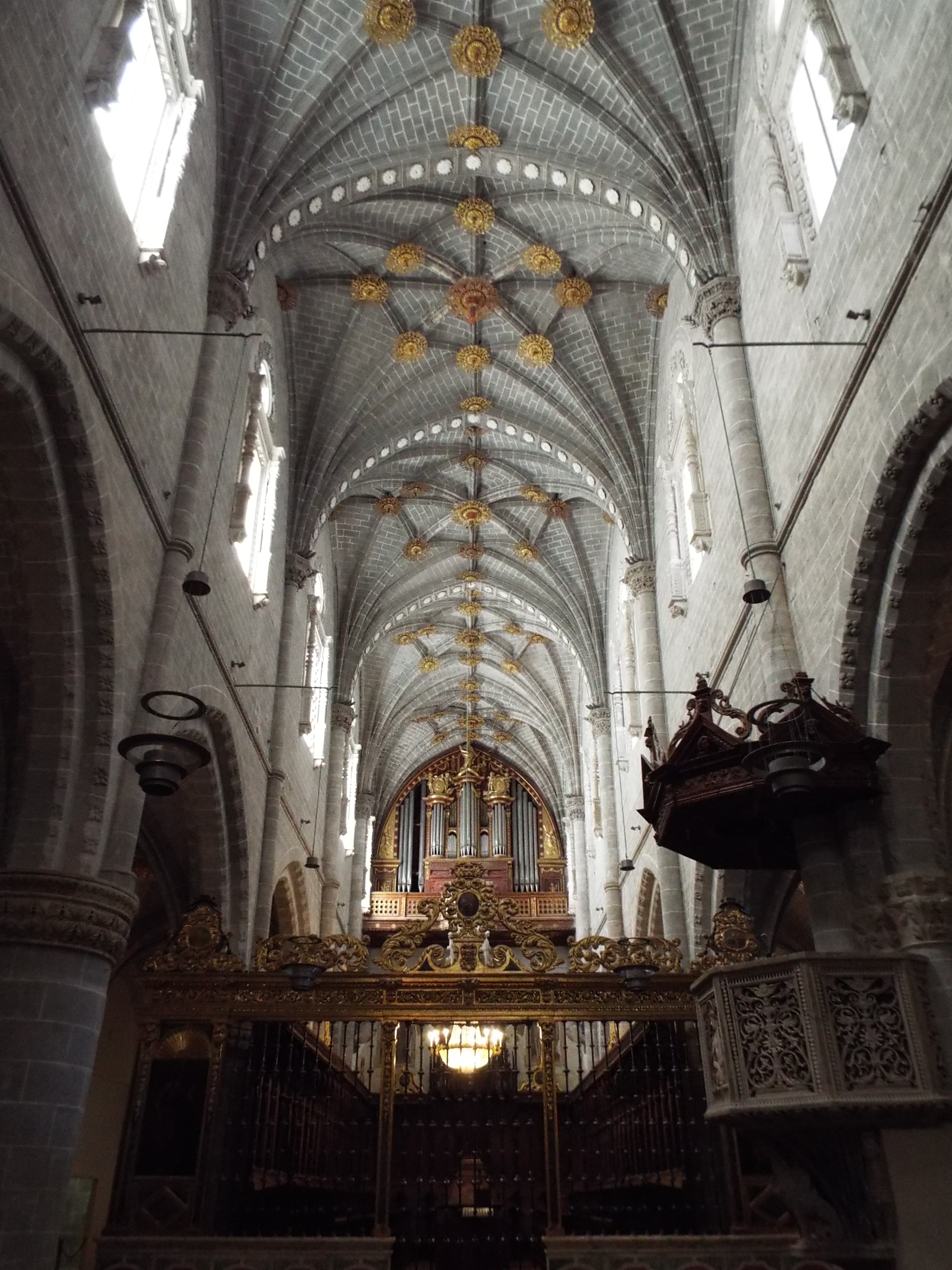
Dreischiffiges Langhaus der Kathedrale mit Coro und Sterngewölbe

Das Bistum Tarazona wurde bereits im 5. Jahrhundert als Suffraganbistum des Erzbistums Tarragona gegründet; auch aus der vom Arianismus geprägten Dominanz der Westgoten im 6. Jahrhundert (Taufe Rekkareds I. 587) sind Bischofsnamen bekannt. Im 8. Jahrhundert drangen die Araber und Mauren bis ins nordwestliche Ebro-Tal vor, was in vielen Fällen zur Unterdrückung christlicher Kulte führte. Um das Jahr 1120 wurde die Gegend von Alfons I. von Aragón (reg. 1104–1134) im Rahmen der Rückeroberung (reconquista) ehemals christlicher Gebiete eingenommen; offensichtlich wurde das Bistum unverzüglich wiederbelebt, denn bereits aus dem Jahr 1118 ist ein erster Bischofsname bekannt. Mit dem Bau einer romanischen Bischofskirche wurde wahrscheinlich schon bald begonnen, doch ist davon nichts erhalten. Im frühen 13. Jahrhundert entstand die heutige Kathedrale im Stil der französischen Gotik, die im Jahr 1232 geweiht wurde, jedoch nach Zerstörungen im „Krieg der beiden Peter“ (1356–1369/75) teilweise erneuert und verändert wurde. Nach der Einnahme des Emirats Granada durch die Katholischen Könige Isabella I. von Kastilien und Ferdinand II. von Aragón (1492) wurden viele Mauren (mudéjares) nach Aragón umgesiedelt; sie bilden den kulturellen Hintergrund für die spätere Ziegelsteinbauweise. Um die Mitte des 16. Jahrhunderts wurde der Vierungsbereich der alten Kathedrale erhöht und durch einen Laternenturm (cimborrio) in einem Stilmix von spätgotischen und Renaissanceformen belichtet; auch die Obergadenzonen des Chores und des Langhauses mitsamt ihren Gewölben wurden erneuert. In den Jahren 1985–2011 wurde der Kirchenbau komplett restauriert.

## Architektur

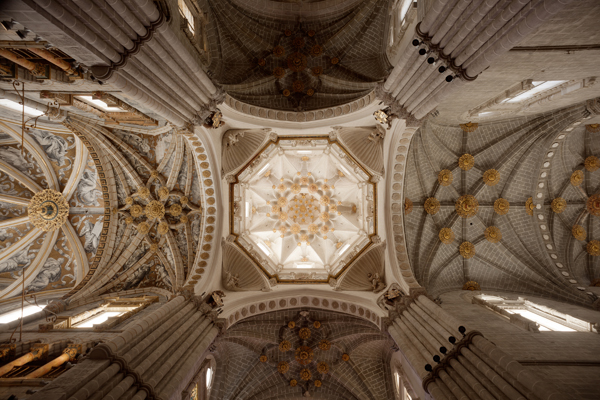
Vierungslaterne (cimborrio) und Gewölbe

Der Grundriss der Kathedrale zeigt die Form eines lateinischen Kreuzes; ihr Aufriss ist basilikal mit erhöhtem und eigenständig belichtetem Mittelschiff sowie deutlich niedrigeren Seitenschiffen. Die Schubkräfte des Mittelschiffsgewölbes werden über Strebebögen abgeleitet. Während sich im Chor und in Teilen des Querhauses noch der typisch gotische dreiteilige Wandaufriss mit Arkadenzone, unbelichtetem Triforium und Lichtgaden erhalten hat, ist der Wandaufriss im Mittelschiff nur noch zweiteilig – das Triforium entfällt. Die oberen Teile der Kirche wurden im 16. Jahrhundert sowohl architektonisch als auch dekorativ (Grisaille-Malereien) umgestaltet. In dieser Zeit wurden auch die ursprünglich vorhandenen und in den Seitenschiffen noch erhaltenen Kreuzrippengewölbe durch schmuckvollere Sterngewölbe ersetzt. Künstlerischer Höhepunkt des Bauwerks ist der Laternenturm (cimborrio) über der Vierung, dessen unterer Teil mit zahlreichen nackten allegorischen Figuren im Stil Michelangelos bemalt ist.

## Ausstattung
- Augenfälligster nachträglicher Einbau ist der exklusive Binnenchor (coro) für die Mitglieder des Domkapitels, der nach Westen durch eine Mauerschranke (trascoro) geschlossen ist, jedoch den Blick in Richtung Hauptaltar durch ein kunstvoll gestaltetes Gitter (reja) freigibt.
- Die auf weiblichen Sphingen ruhende Predigtkanzel (pulpito) mit einer Ecce-homo-Darstellung ist ein Meisterwerk der Bildhauerkunst des 16. Jahrhunderts.
- Ein Altarretabel (retablo) mit zahlreichen Malereien aus dem 14. Jahrhundert sowie zwei Bischofsgrabmäler aus der Zeit um 1400 sind in der Capilla de San Lorenzo, San Prudencio und Santa Catalina ausgestellt.
- Weitere Altarretabel aus dem 16./17. Jh. befinden sich in den anderen Seitenkapellen.

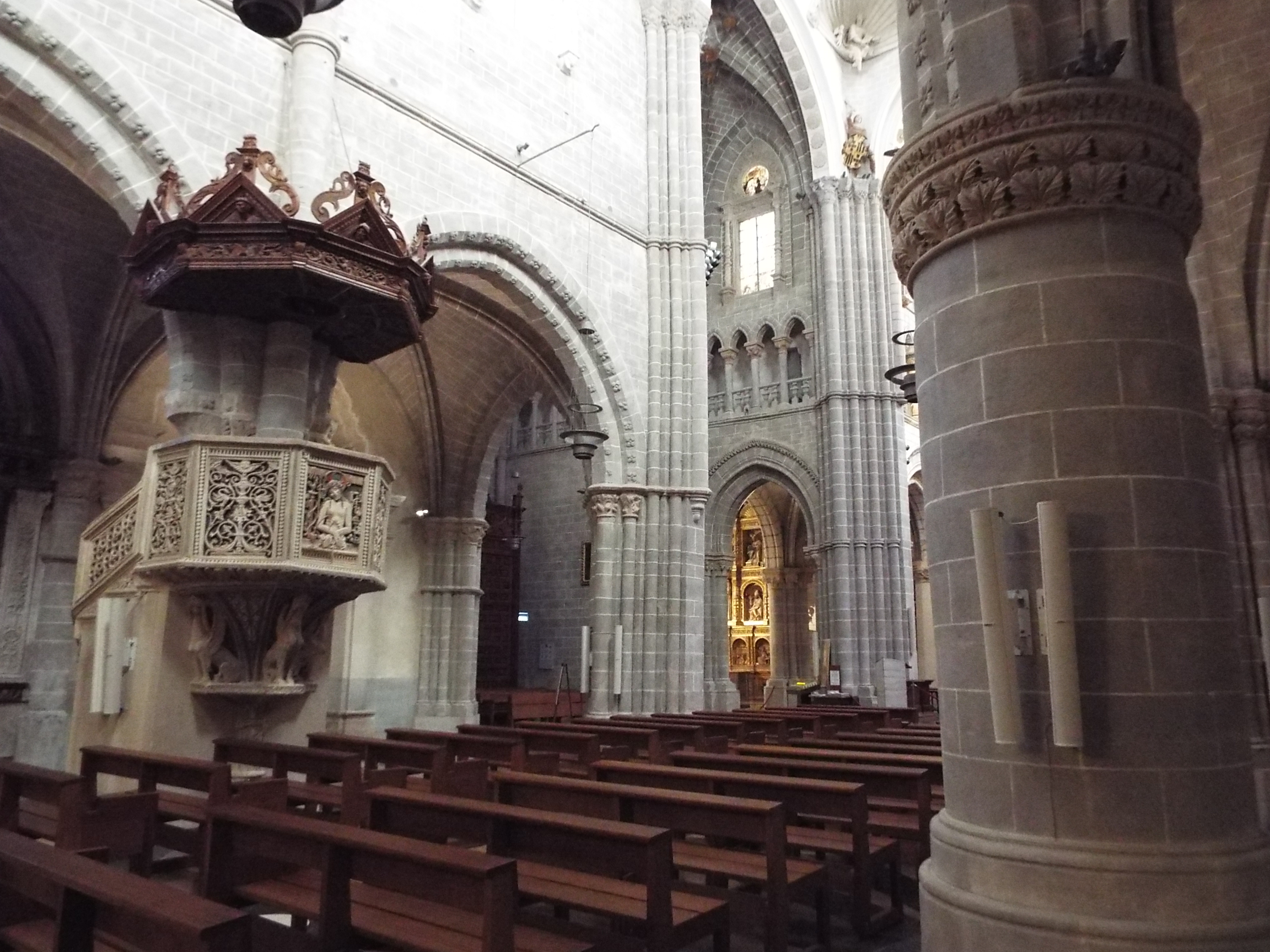
Innenansicht
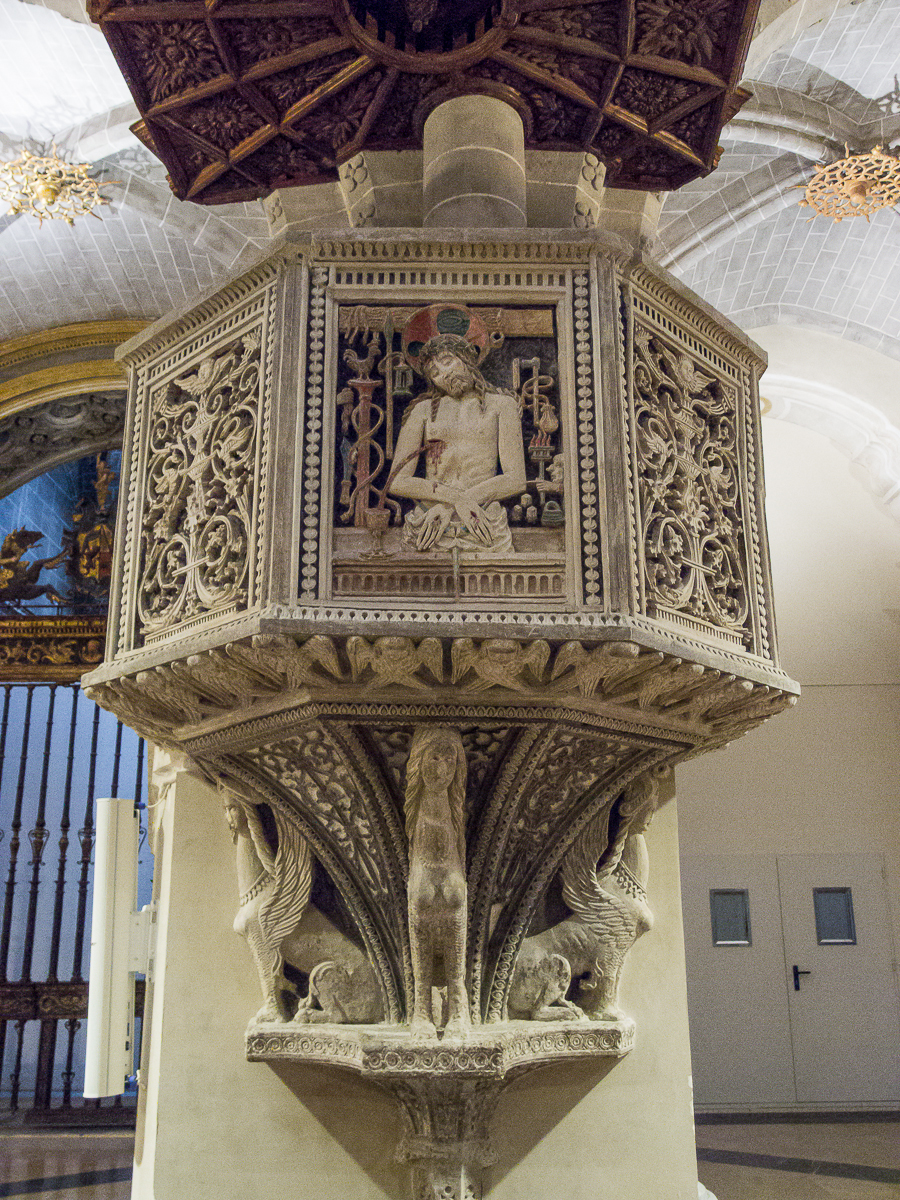
Predigtkanzel (16. Jh.)
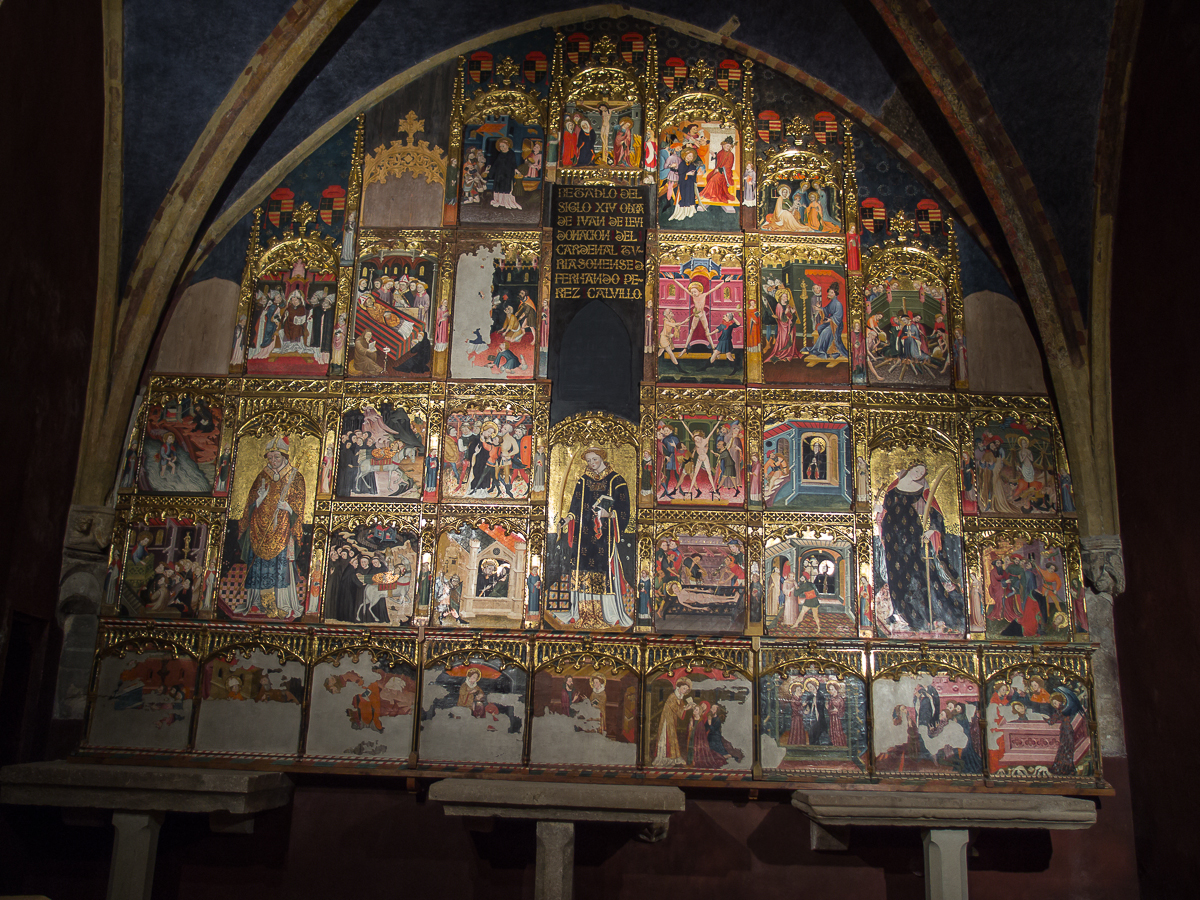
Altarretabel (14. Jh.)
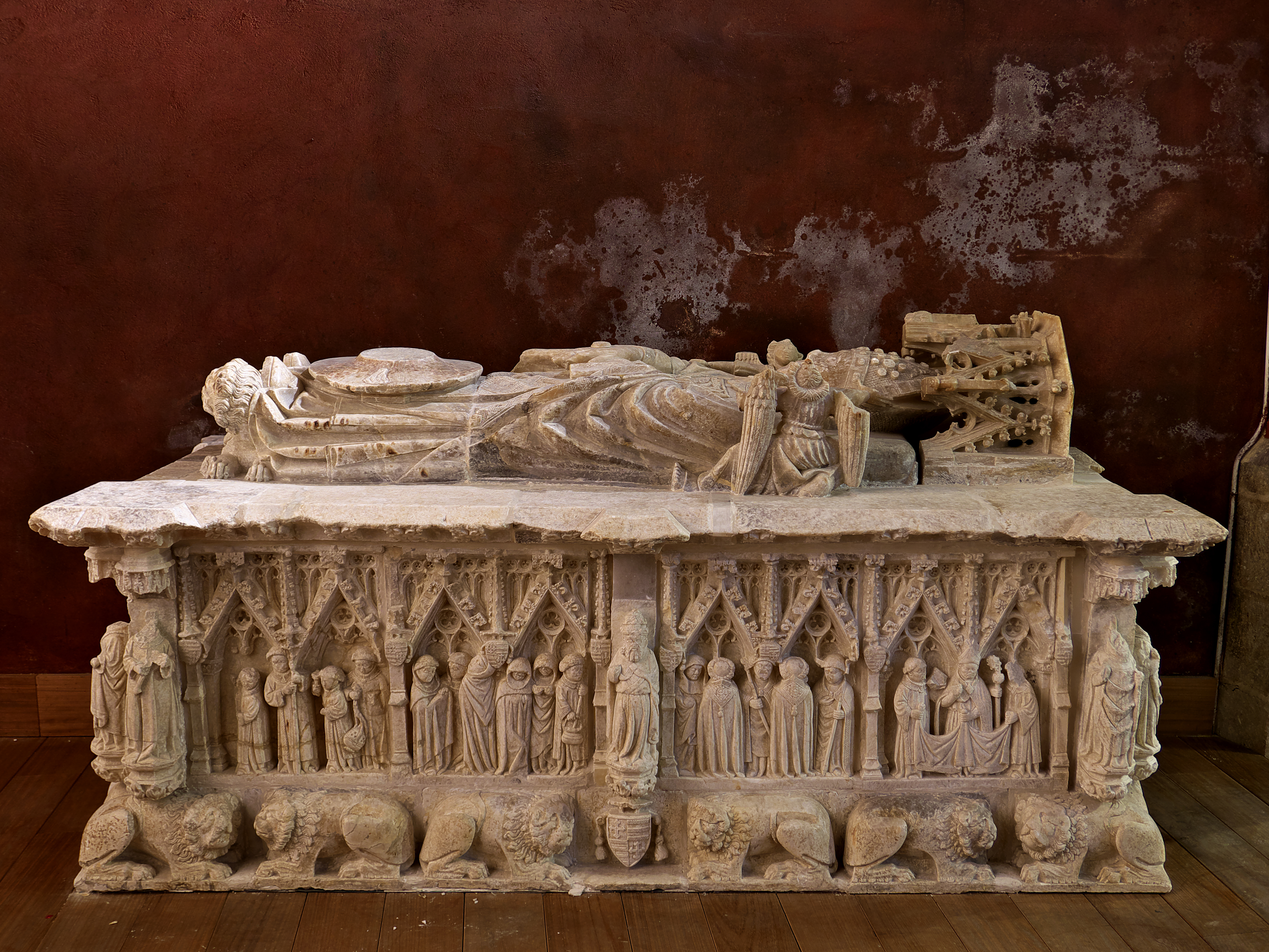
Grabmal des Bischofs Fernando Pérez Calvillo (um 1405)
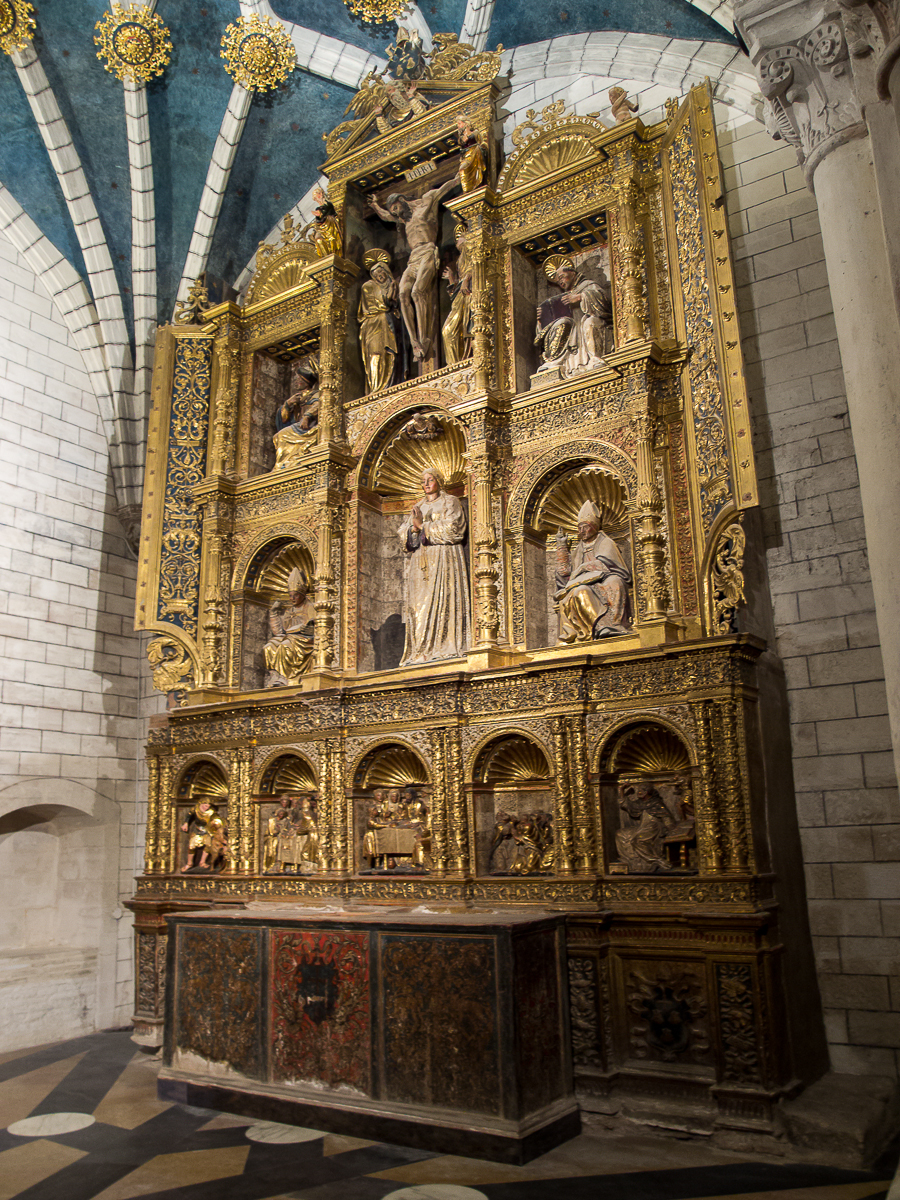
Altarretabel (16. Jh.)
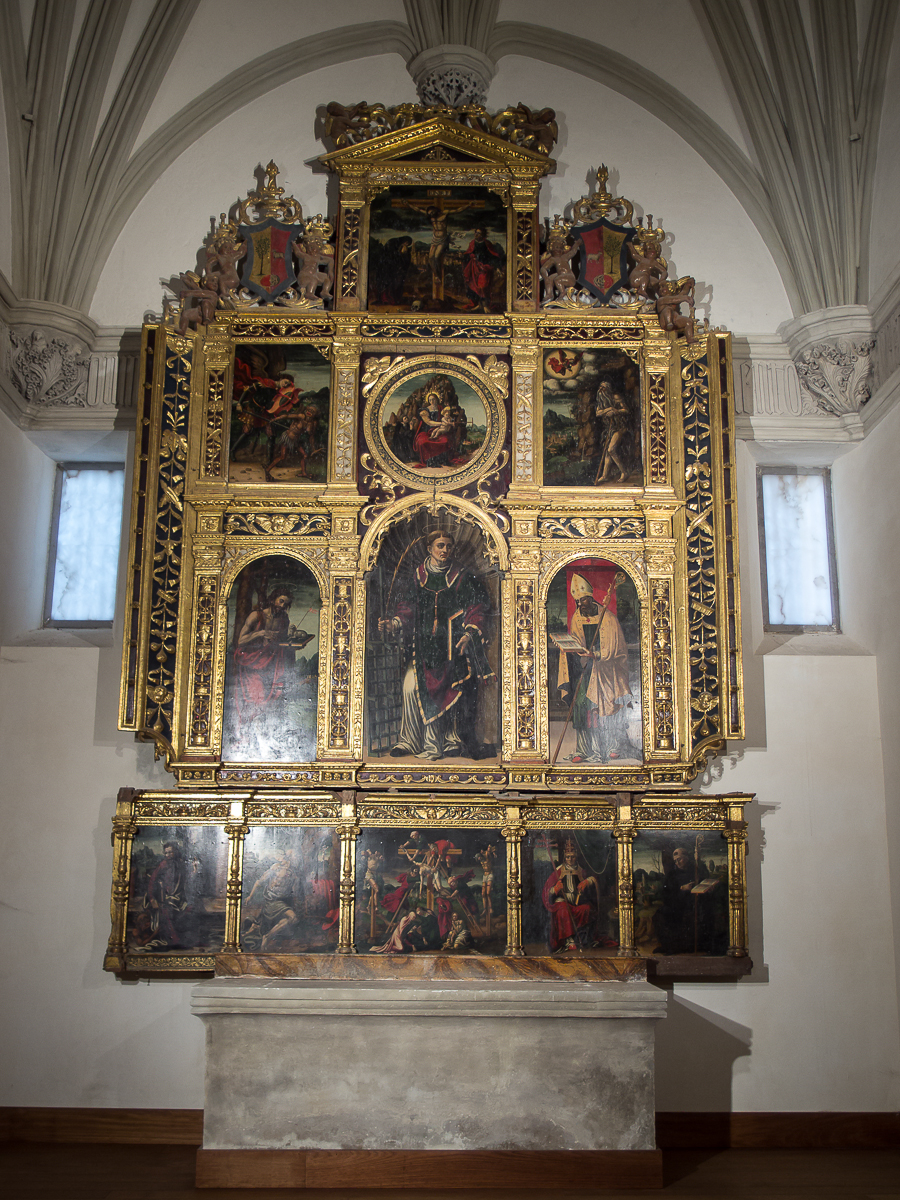
Altarretabel (16. Jh.)

## Kreuzgang

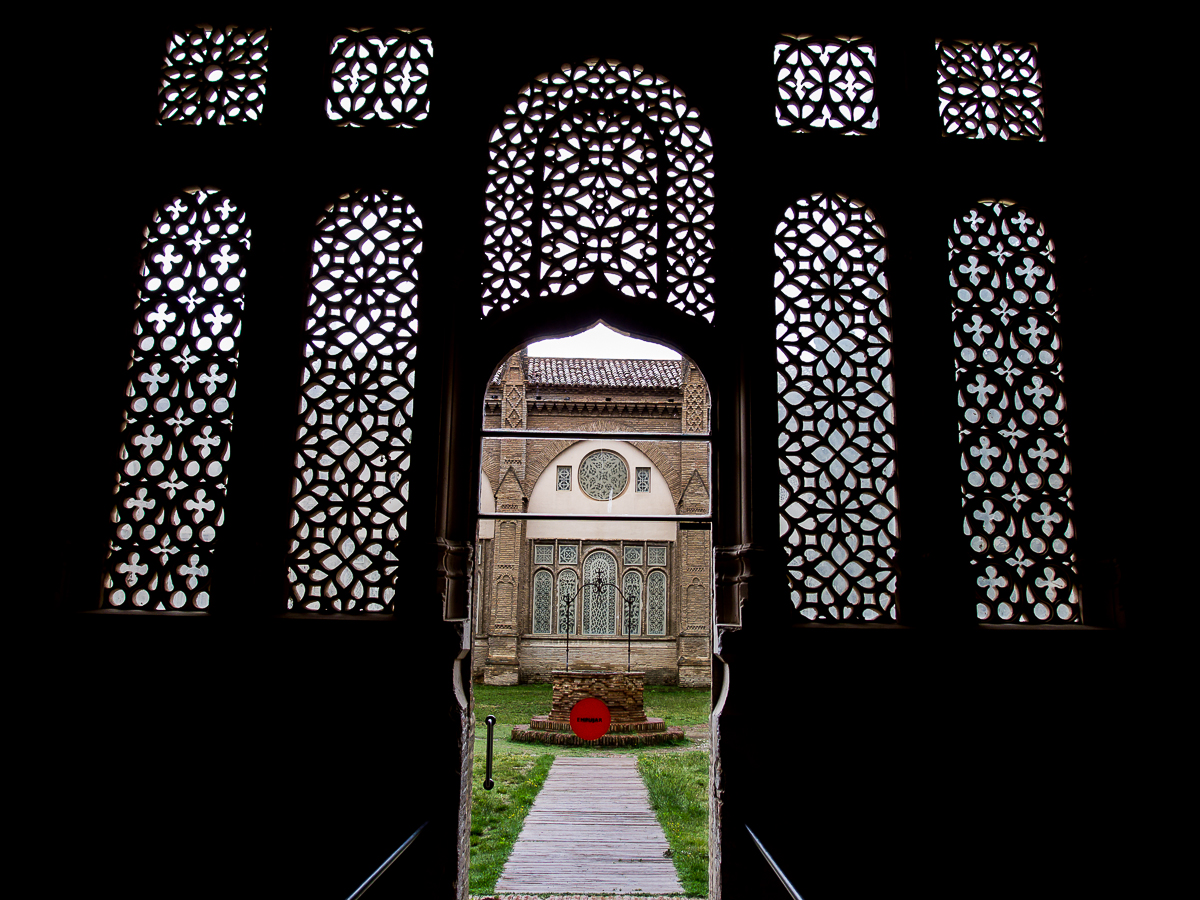
Kreuzgang (claustro)

Während des „Kriegs der beiden Peter“ wurde der alte Kreuzgang (claustro) ganz oder teilweise zerstört. Der Wiederaufbau erfolgte im 16. Jahrhundert in Mudéjar-Manier aus Ziegelsteinen und mit ausgesprochen dekorativen abstrakt-geometrischen Fensterfüllungen aus Stein.

## Glockenturm
Der ganz aus Ziegelsteinen errichtete Glockenturm ist in seinem unteren Teil weitgehend dekorlos; der Mittelteil entspricht in vielem dem aragonesischen Mudéjar-Dekor der Zeit um 1500 und der obere Teil ist ganz im Stil der Renaissance gehalten. Er schließt ab mit einer – für die spanische Kirchenarchitektur eher ungewöhnlichen, aber auch am Cimborrio vorkommenden – gebauchten Haube.